# シドニー・アトキンソン
シドニー・アトキンソン（Sidney James Montford Atkinson、1901年3月14日 - 1977年8月31日）は、南アフリカの陸上競技選手。ダーバン出身。110mハードルの選手として1924年パリオリンピックに出場し銀メダルを獲得。4年後の1928年大会にも連続して出場し、金メダルを獲得した。

## 経歴
アトキンソンは1922年に110mハードルで15.2秒、400mハードルで56.5秒の記録を出し注目を浴びる。
1924年パリオリンピックに初出場。110mハードルはアメリカのジョージ・ガスリー(George Guthrie)が優勝候補と見られていた。しかし、レースはアトキンソンともう一人のアメリカ選手であるダニエル・キンゼイが、スタート直後から飛び出し、8台目までアトキンソンがわずかにリードする展開となる。しかし、最終ハードルでアトキンソンはつま先をハードルに引っ掛けてしまい後退。その間にキンゼイの先着を許してしまい惜しくも銀メダルに終わってしまう。
アトキンソンは4年後のアムステルダムオリンピックにも出場を果たす。この大会では、世界記録保持者で優勝候補のアメリカのスティーヴ・アンダーソンを14.8秒の同タイムながら下し、金メダルを獲得。前回大会の雪辱を果たした。